# Cheilostomatida
Los quilostomátidos (Cheilostomatida) son un orden de Bryozoa en la clase Gymnolaemata, invertebrados coloniales exclusivamente marinos. Las colonias de quilostomátidos están compuestas de carbonato de calcio y crecen en gran variedad de superficies, incluyendo rocas, conchas, algas marinas y Laminariales. Las formas de las colonias van desde simples incrustaciones hasta múltiples incrustaciones e incluso formas sin unir. Al igual que en otros grupos de briozoos, cada colonia se compone de unos pocos a miles de individuos. Cada individuo tiene un intestino en forma de U y no tiene sistema respiratorio, circulatorio o nervioso. Único entre los briozoos, los pólipos de los quilostomátidos están alojados en un zooide en forma de caja, que no crece una vez que el zooide está maduro. La abertura a través de la cual sobresale el pólipo está protegida por una estructura similar a la tapa calcárea o quitinosa, el opérculo. Los quilostomátidos tienen el opérculo modificado en una variedad de mandíbulas (posiblemente para defensa) o setas similares a pelos (posiblemente para limpieza).[cita requerida]
Los quilostomátidos son el orden de Bryozoa más abundante y variado de todos los órdenes modernos que existen en el filo Bryozoa. La clasificación en subórdenes se basa en la calcificación frontal y el mecanismo de protrusión lofófora. 

## Evolución
Los quilostomátidos aparecieron por primera vez en el Jurásico Tardío (Pyriporopsis) pero se diversificaron muy lentamente durante el Cretácico temprano, con solo una familia conocida hasta el Albiense. Durante el Cretácico tardío, los quilostomátidos se diversificaron rápidamente hasta alcanzar más de 20 familias en el Maastrichtiense. Se cree que esta diversificación es una consecuencia de la evolución de un nuevo tipo de larva.  Aunque el evento de Extinción masiva del Cretácico-Paleógeno tuvo algún impacto en la diversidad genética, la rápida diversificación continuó en el Eoceno, aparentemente llegando a una meseta de unas 50 familias hasta el Holoceno.